# أنواع الهجوم (تحليل الشفرات)
يشير مصطلح أنواع الهجوم أو نماذج الهجمات في سياق تحليل الشفرات إلى الطريقة التي يقوم بها محلل الشفرات باستهداف نظام ما، بغرض تحليل نصوصه المشفرة.
أثناء عملية التشفير يتم تحويل الرسالة المطلوب توصيلها (وتسمى النص المجرد) إلى رسالة غير قابل للقراءة (تسمى النص المشفر)، باستخدام خوارزمية للتشفير. ثم يُرسل النص المشفر عبر قناة عامة (غير آمنة) إلى الشخص المطلوب، والذي بدوره يقوم بفك تشفير الرسالة باستخدام خوارزمية فك التشفير، مستعينا بمفتاح التشفير (الذي عادة ما يكون سلسلة من الأحرف أو الأرقام أو البتات) ليعيد النص إلى حالته الأولى.
يقوم محلل الشفرات أثناء هجومه على النظام المستهدف بتحليل النص المشفر لمحاولة فك هذا التشفير، وتحويله إلى صورته المجردة التي يمكن قرائتها، كما يسعى للحصول على مفتاح التشفير حتى يتمكن من قراءة الرسائل المشفرة مستقبلا. يُفترض أن أمن النظام أو أمن خوارزمية التشفير يجب أن يكون نابعا من سرية مفتاح التشفير فقط وليس من سرية الخوارزمية نفسها، ويسمى هذا الافتراض بمبدأ كيرشوف.

## أنواع الهجوم
تشمل أنواع الهجوم الشائعة ما يلى:
- الهجوم المقتصر على النص المشفر: ويُفترض فيه هذا النوع من الهجمات يفترض أن محلل الشفرات يقتصر حصوله على النص المشفر فقط، وليس لديه وصول إلى النص المجرد، وهو النوع الأكثر احتمالا على أرض الواقع، ولكنه يُعتبر أضعف الأنواع بسبب نقص المعلومات التي يحتاجها محلل الشفرات، مثل بعض المعلومات عن النص المجرد، واللغة المكتوب بها، وبيانات البروتوكول القياسية وغيرها.
  - هجوم القوة الغاشمة: وفيه يقوم محلل الشفرات بتجريب كل الاحتمالات الممكنة لمفتاح التشفير حتى يصادف الاحتمال الصحيح. وتكون كل الشفرات عرضة لهذا الهجوم باستثناء أساليب معلومات لا يمكن كسرها آمنة نظريا مثل لوحة المرة الواحدة،
- هجوم مبني على معرفة النص المجرد: حيث يمكن لمحلل الشفرات الوصول إلى عدد محدود من النصوص المجردة والنصوص المشفرة المقابلة لها. وهو الهجوم الذي استخدمه الحلفاء في الحرب العالمية الثانية لتحليل شفرة آلة إنجما.
- هجوم مبني على اختيار النص المجرد: حيث يختار محلل الشفرات عدد من النصوص المجردة التي سيتم تشفيرها ويكون لديه إمكانية الوصول لها بعد التشفير.
  - هجوم متكامل مبني على اختيار النص المجرد: في هذا الهجوم يمكن لمحلل الشفرات اختيار تسلسل متكامل من النص المجرد لتشفيره ثم الوصول له بعد التشفير.
- هجوم مبني على معرفة النص المشفر: وفيه يمكن لمحلل الشفرات اختيار النص المشفر بشكل اعتباطي، ويكون قادر على الوصول إلى النص المجرد له.
  - هجوم وقت الغذاء وهجوم منتصف الليل: وفيه يكون محلل الشفرات قادر على الاتصال بالنظام لفترة محدودة، أو بعدد محدود من النصوص المجردة والنصوص المشفرة المقابلة لها، وتأتي التسمية من شيوع ضعف الاعتبارات الأمنية أثناء هذين الوقتين.
  - هجوم مبني على اختيار النص المشفر: وفيه يختار محلل الشفرات سلسلة من النصوص المشفرة ومقابلتها بالنصوص المجردة الناتجة.
- هجوم المفتاح: وفيه يكون محلل الشفرات على معرفة معينة بمفتاح التشفير الذي يتم مهاجمته.
- هجوم القناة الجانبية: يشير إلى استخدام بيانات ثانوية حول عملية التشفير، مثل الضوضاء الإلكترونية التي تنتجها آلات التشفير، والصوت الذي ينتجه الضغط على المفاتيح أثناء كتابة النص المجرد، أو قياس الوقت الذي تستغرقه الحسابات المختلفة لتنفيذها.
- هجوم الخادمة الشريرة: ويشير إلى استخدام شخص غير مصرح له (مثل الخادمة) الوصول المادي إلى معدات التشفير وتعديلها للكشف عن النص المجرد أو مفتاح عند استخدامه.